# Сіта-Бузеулуй
Сіта-Бузеулуй (рум. Sita Buzăului) — село у повіті Ковасна в Румунії. Адміністративний центр комуни Сіта-Бузеулуй.
Село розташоване на відстані 135 км на північ від Бухареста, 31 км на південний схід від Сфинту-Георге, 35 км на схід від Брашова.

## Населення
За даними перепису населення 2002 року у селі проживали 3658 осіб.
Національний склад населення села:
| Національність | Кількість осіб | Відсоток |
| -------------- | -------------- | -------- |
| румуни         | 3652           | 99,8%    |
| угорці         | 6              | 0,2%     |

Рідною мовою назвали:
| Мова      | Кількість осіб | Відсоток |
| --------- | -------------- | -------- |
| румунська | 3652           | 99,8%    |
| угорська  | 6              | 0,2%     |